# Johan Silfwerplatz
Johan Silfwerplatz, född den 23 maj 1970, är en svensk före detta ishockeyspelare och sedermera tränare för Almtuna IS.
Silfwerplatz spelade sin första match som femåring i IFK Mockfjärd och började spela forward i Leksand IF som trettonåring. När han fyllde 16 började han på Leksands ishockeygymnasium. Som 18-åring började han spela back och som 19-åring började han spela i Leksand IF:s A-lag. Silfwerplats spelade Hockey på elitnivå i 18 år tills han 2008 fick en benskada under en träning och tvingades sluta.

## Statistik
| 1989–90           | Leksands IF         | Elitserien        | 4  | 0  | 0  | 0  | 2  | 1 | 0 | 0 | 0 | 0  |
| 1990–91           | Linköping HC        | Div. I            | 31 | 2  | 3  | 5  | 18 | — | — | — | — | —  |
| 1991–92           | HC Dobel            | Div. I            | 31 | 1  | 7  | 8  | 38 | — | — | — | — | —  |
| 1992–93           | Uppsala AIS         | Div. I            | 31 | 6  | 8  | 14 | 44 | — | — | — | — | —  |
| 1993–94           | Uppsala AIS         | Div. I            | 28 | 2  | 3  | 5  | 36 | — | — | — | — | —  |
| 1994–95           | HC Vita Hästen      | Div. I            | 34 | 1  | 3  | 4  | 32 | — | — | — | — | —  |
| 1995–96           | HC Vita Hästen      | Div. I            | 32 | 10 | 3  | 13 | 24 | — | — | — | — | —  |
| 1997–98           | Wings HC Arlanda    | Div. I            | 32 | 9  | 17 | 26 | 16 | — | — | — | — | —  |
| 1998–99           | AIK                 | Elitserien        | 45 | 2  | 3  | 5  | 42 | — | — | — | — | —  |
| 1999–00           | Braunlager EHC/Harz | DEL2              | 54 | 11 | 24 | 35 | 75 | — | — | — | — | —  |
| 2000–01           | Ayr Scottish Eagles | IHS               | 40 | 5  | 5  | 10 | 28 | 7 | 0 | 1 | 1 | 0  |
| 2001–02           | Ayr Scottish Eagles | IHS               | 48 | 9  | 17 | 26 | 23 | 7 | 0 | 4 | 4 | 0  |
| 2002–03           | HC TWK Innsbruck    | EBEL              | 40 | 3  | 12 | 15 | 44 | — | — | — | — | —  |
| 2003–04           | HC TWK Innsbruck    | EBEL              | 44 | 3  | 7  | 10 | 38 | — | — | — | — | —  |
| 2004–05           | Wings HC Arlanda    | Div. 1            | 25 | 6  | 7  | 13 | 24 | — | — | — | — | —  |
| 2005–06           | HC Fassa            | Serie A           | 30 | 1  | 8  | 9  | 48 | — | — | — | — | —  |
| 2006–07           | EK Zell am See      | I-NL              | 32 | 8  | 22 | 30 | 68 | 9 | 3 | 4 | 7 | 22 |
| 2007–08           | Wings HC Arlanda    | Div. 1            | 4  | 3  | 1  | 4  | 20 | — | — | — | — | —  |
| Elitserien totalt | Elitserien totalt   | Elitserien totalt | 49 | 2  | 3  | 5  | 44 | 1 | 0 | 0 | 0 | 0  |